# Буров Ілля Олексійович
Ілля Олексійович Буров (нар. 13 листопада 1991 року в Ярославлі, РРФСР) — російський фристайліст, що виступає в лижній акробатиці, бронзовий призер Олімпійських ігор 2018 року. Член збірної Росії з 2011 року.

## Досягнення
Учасник Олімпіади 2014 року в Сочі. Майстер спорту Росії.
Виступає за Московську і Ярославську область, ШВСМ. Срібний призер чемпіонатів Росії (2011—2013). Призер етапів Кубка світу.

## Початок кар'єри
Тренери: Понгильский А. Н., Брікман В. М.  Ілля Буров — вихованець ДЮСШ № 3 у рідному місті Ярославль.
Дебютував на Кубку світу в січні 2011 року в Мон-Габріеле разом з Павлом Кротовим, з яким навчалися в одному ДЮСШ.

## Спортивні результати

### Олімпійські ігри
| Рік  | Місто                     | Акробатика | Змішана команда |
| ---- | ------------------------- | ---------- | --------------- |
| 2014 | Сочі, Росія               | 16         | Н/Д             |
| 2018 | Пхьончхан, Південна Корея | 3          | Н/Д             |
| 2022 | Пекін, Китай              | 3          | 5               |